# Stillfriedowie

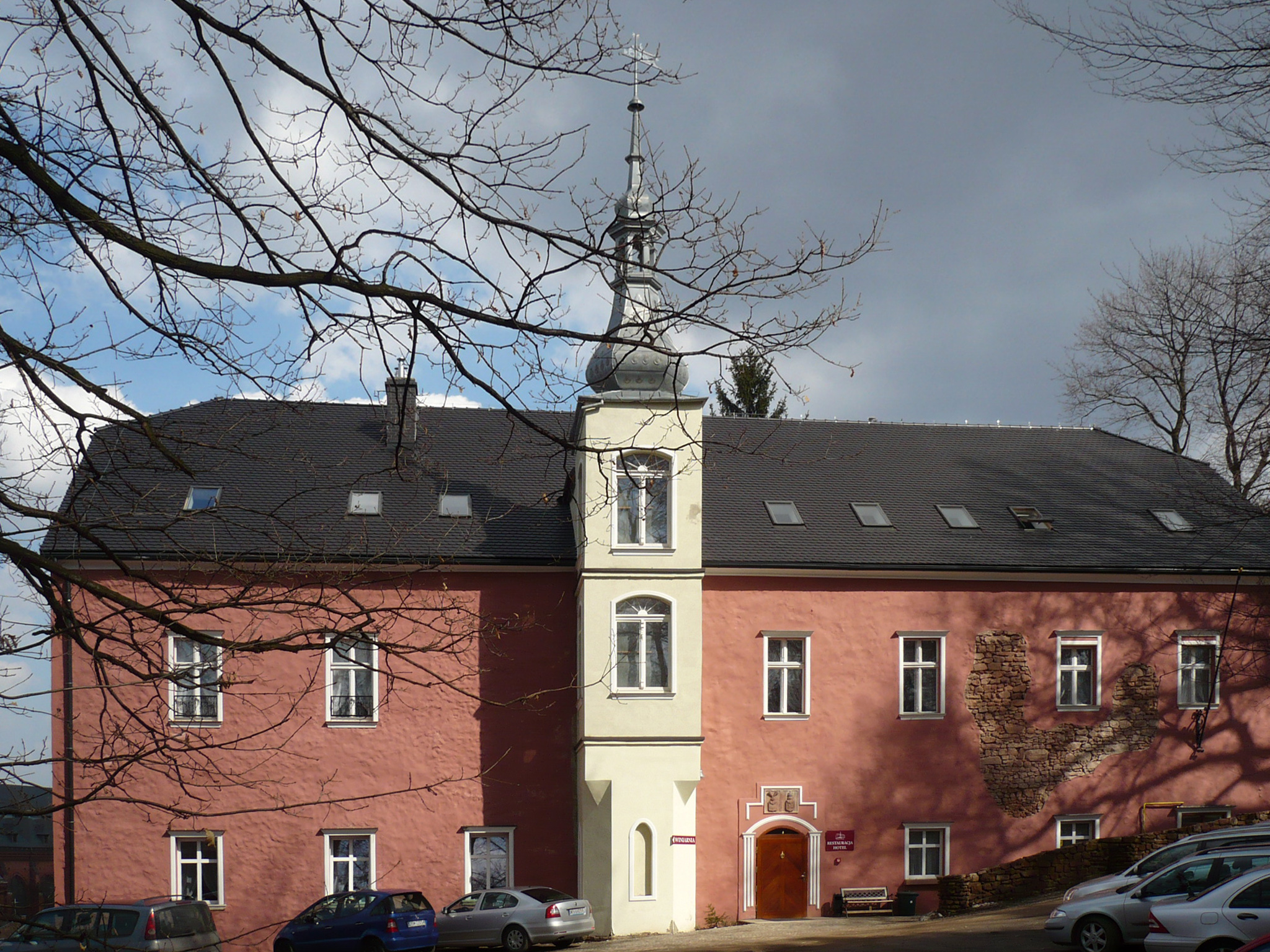
Dwór Górny w Nowej Rudzie

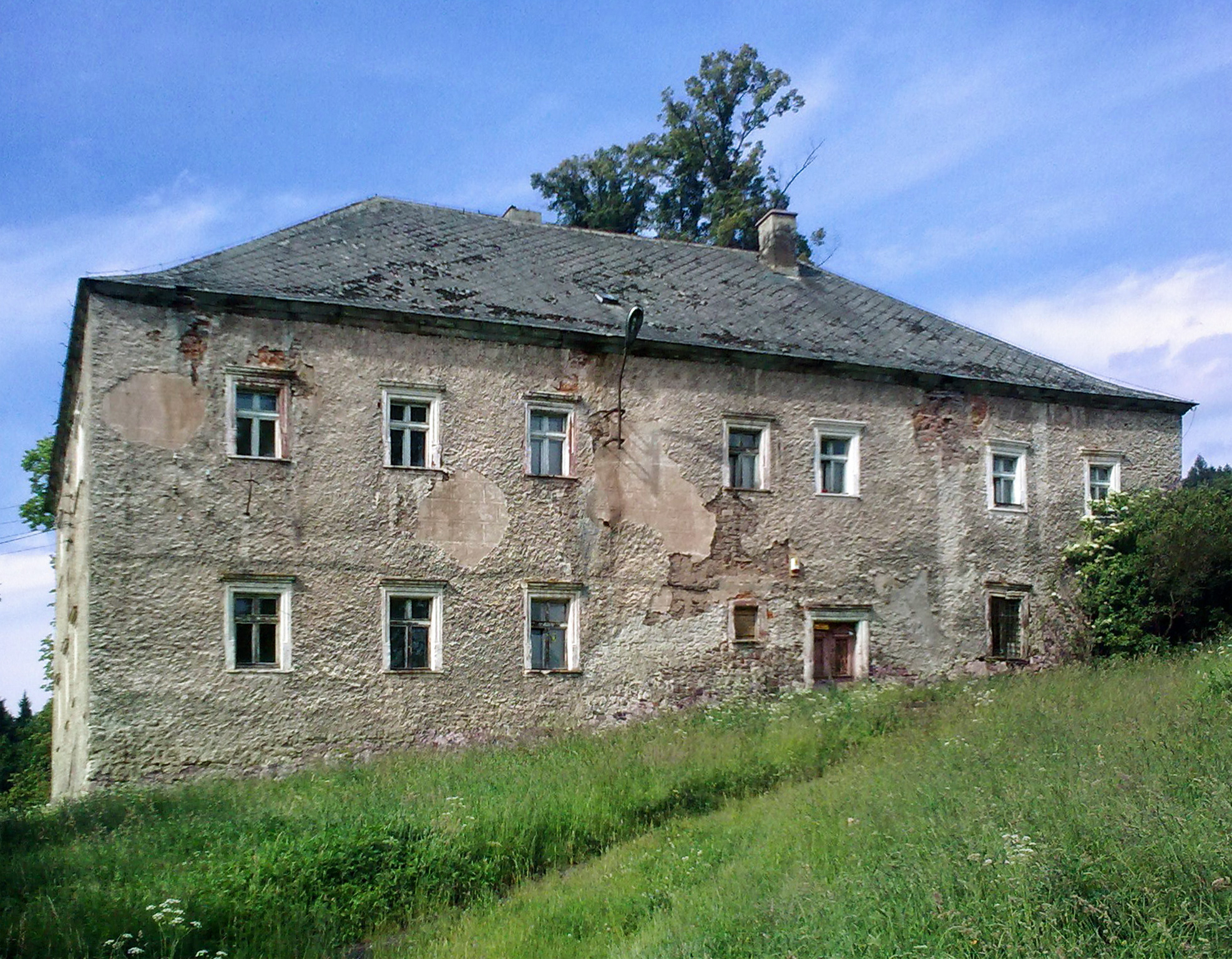
Dwór Dolny we Włodowicach

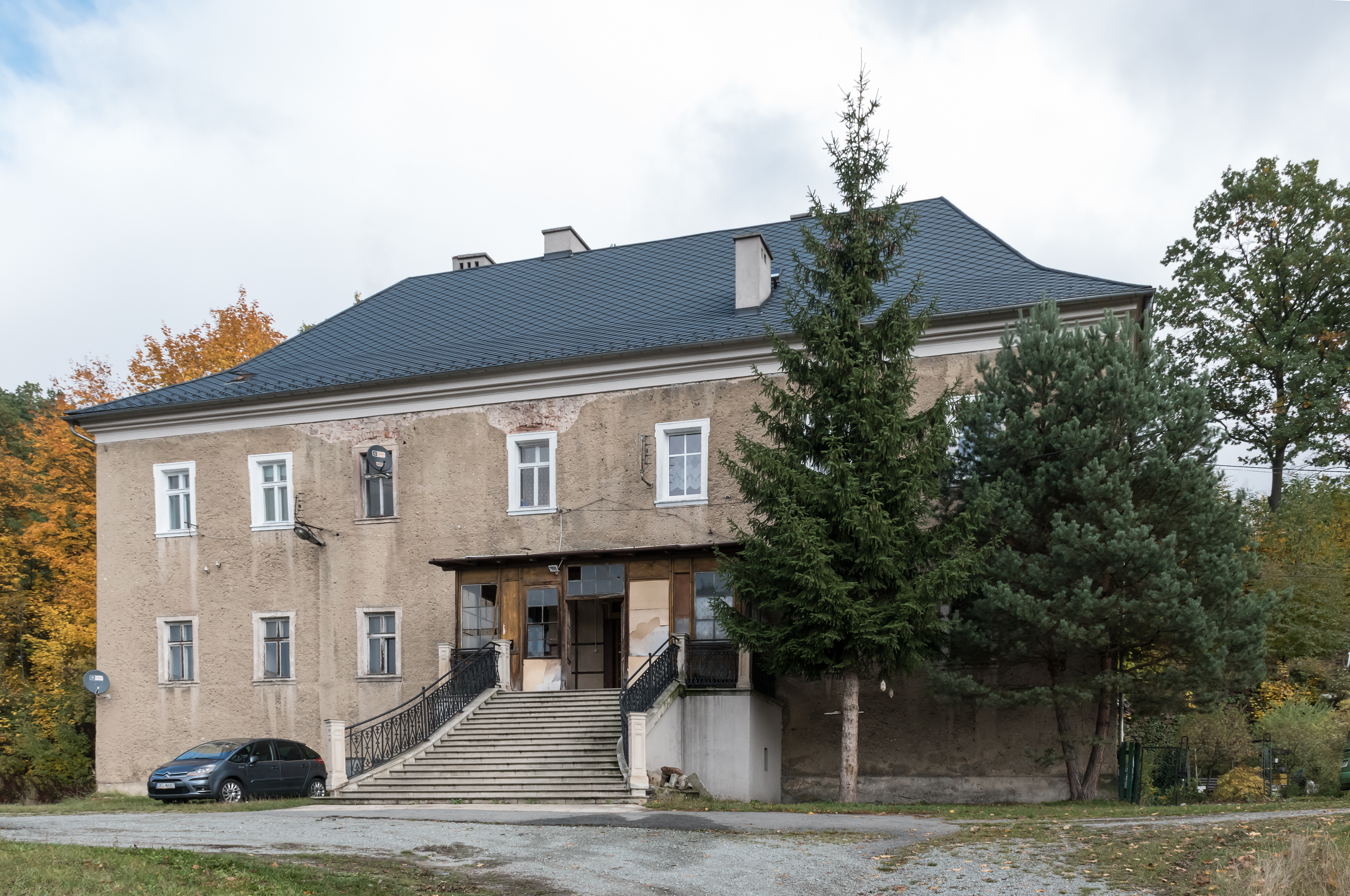
Dwór Stillfriedów w Drogosławiu

Stillfriedowie – nazwa arystokratycznej rodziny Stillfried pochodzi z IX w., kiedy to z Czech do Bawarii przybył czeski książę Stoymir (niem. Stillfried). Wspomina o tym śląski historyk Sinapius. W średniowieczu rodzina Stillfriedów posiadała wieś Ratenice w okolicy Podiebradów, dlatego pisała się Stillfried und Rattonitz. Najstarszy dokument wymieniający nazwisko Stillfried wystawił 15 lipca 1045 król Henryk III Salicki.

## Obecność na Śląsku
W XIV w. rodzina obecna była na Śląsku. Conradusa Stillefrita wymieniono w 1329 we Wrocławiu, a Hermann von Rednitz w 1347 otrzymał lenno rycerskie w Tłumaczowie koło Nowej Rudy. Książę ziębicki i hrabia kłodzki Henryk I Starszy z Podiebradów w 1472 ofiarował Nową Rudę z okolicznymi wsiami Georgowi von Stillfriedowi, który ożenił się z Anną von Dohnyn. Była ona córką von Dohnyna, ostatniego właściciela dóbr noworudzkich.

## Okres wojny trzydziestoletniej (1618–1648)
W XVII w. część rodziny pozostała przy wyznaniu katolickim, z wyjątkiem Bernharda I von Stillfrieda, który w 1615 odziedziczył majątek noworudzki. Bernhard I z większością stanów śląskich opowiedział się po stronie protestantów i elektora palatyńskiego Fryderyka V. W 1622 hrabia Bernhard von Thurn z armią cesarską wkroczył do hrabstwa kłodzkiego i zajął Nową Rudę. Bernharda I von Stillfrieda i jego syna uwięziono w Kłodzku. Zwolnienie nastąpiło dopiero po złożeniu okupu w wysokości 12 000 talarów. Po skonfiskowaniu, na mocy cesarskiego wyroku, w 1625 wszystkich posiadanych lenn i połowy dóbr, Bernhard I wrócił do kościoła rzym-kat. i podjął starania o zwrot majątku. W 1680 r. rodzina została podniesiona do godności barona. W okresie wojen śląskich (1740–1763), przedstawiciele rodziny reprezentowali różne opcje polityczne.

## Posiadłości
Michael Raymund von Stillfried 1 czerwca 1773 otrzymał od króla potwierdzenie lennego prawa do majątku i stał się jedynym właścicielem dóbr noworudzkich, które w latach 1783–1785 systematycznie powiększył o: Bieganów, Borek, Drogosław, część Ludwikowic Kłodzkich, Mikołów, Sowinę, Świerki, Zagórzyn, Szczytną, Szczerbę, Czermną. Dzięki tym działaniom w jego rękach znalazła się trzecia część powierzchni hrabstwa kłodzkiego. Michael Raymund von Stillfried zmarł w Szczytnej 21 lutego 1796, a jego dobra zostały podzielone: Johann Joseph II von Stillfried otrzymał Ludwikowice Kłodzkie i Czermną, a w rękach Friedricha Augusta znalazła się Nowa Ruda. Friedrich August 9 lipca 1810 sprzedał swoje ziemie szwagrowi brata, hrabiemu Antonowi von Magnisowi z Bożkowa. Tak zakończył się 338-letni okres władania rodziny von Stillfriedów nad Nową Rudą.

## Przedstawiciele rodu
W Europie ród von Stillfried dzielił się na kilka linii: magnacką z Austrii, która pisała się w dalszym ciągu Stillfried von Ratenicz lub Stillfried von Rathenitz, natomiast pruska linia Stillfried-Rattonitz podzieliła się na kilka gałęzi magnackich i hrabiowskich. Przedstawiciele rodu:
- Rudolf von Stillfried-Rattonitz(inne języki) (1804–1882), historyk i urzędnik pruski,
- Raimund von Stillfried(inne języki) z Rathenitz (1839–1911), austriacki oficer, malarz i fotograf.

## WłaścicieleNowej Rudy

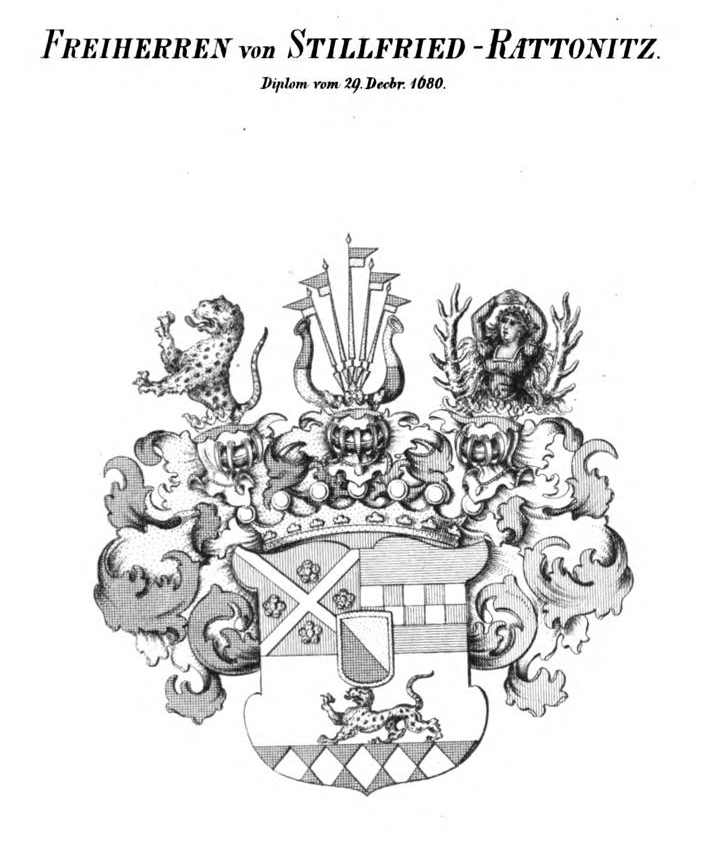
Herb baronów

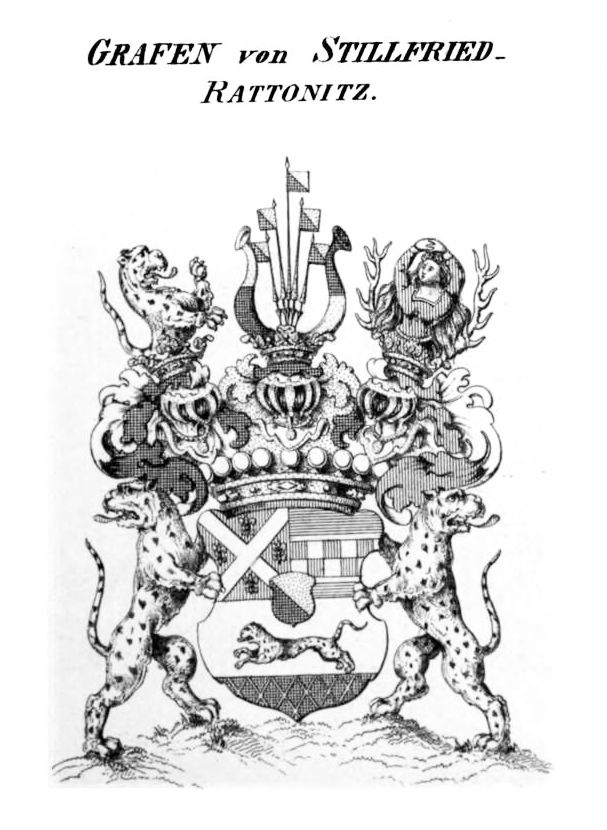
Herb hrabiów

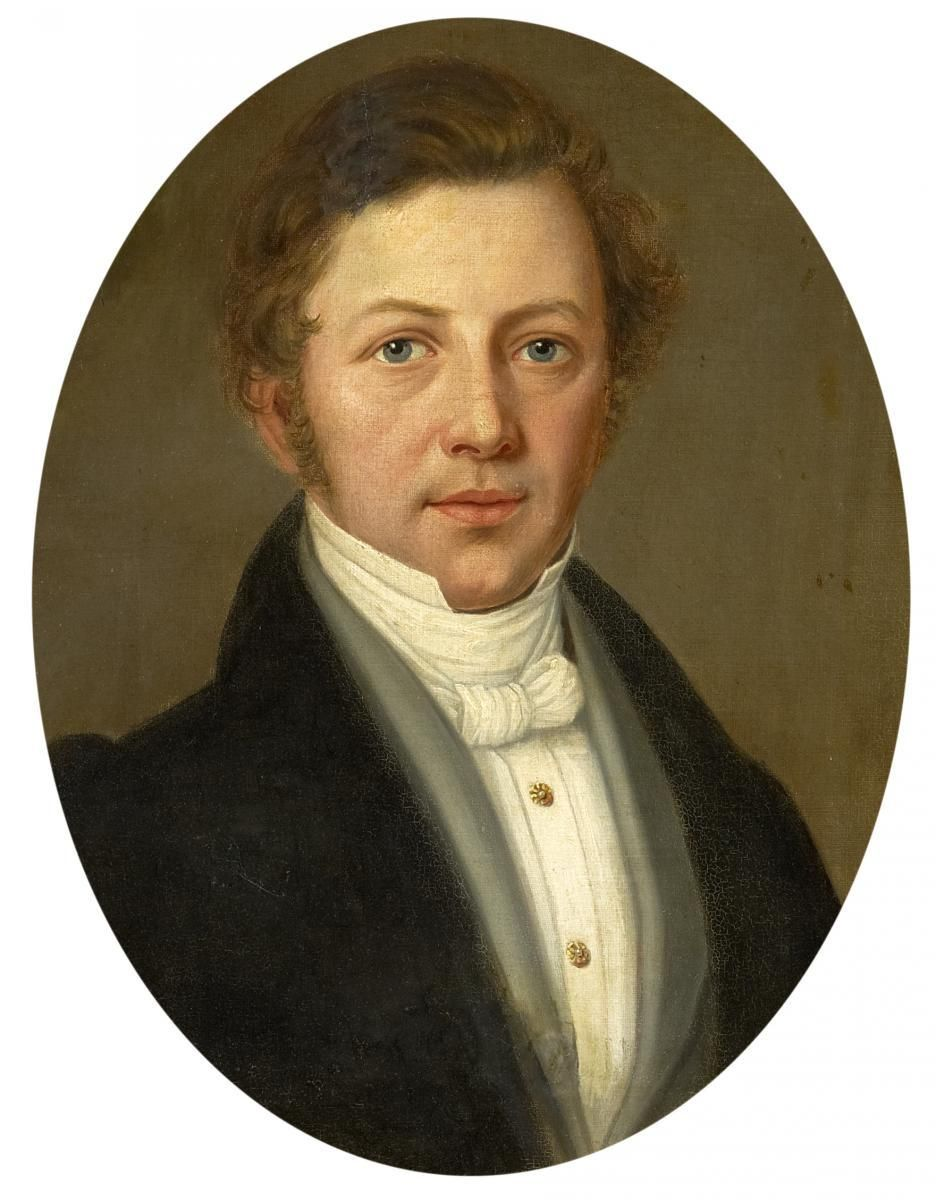
Rudolf Stillfried-Rattonitz

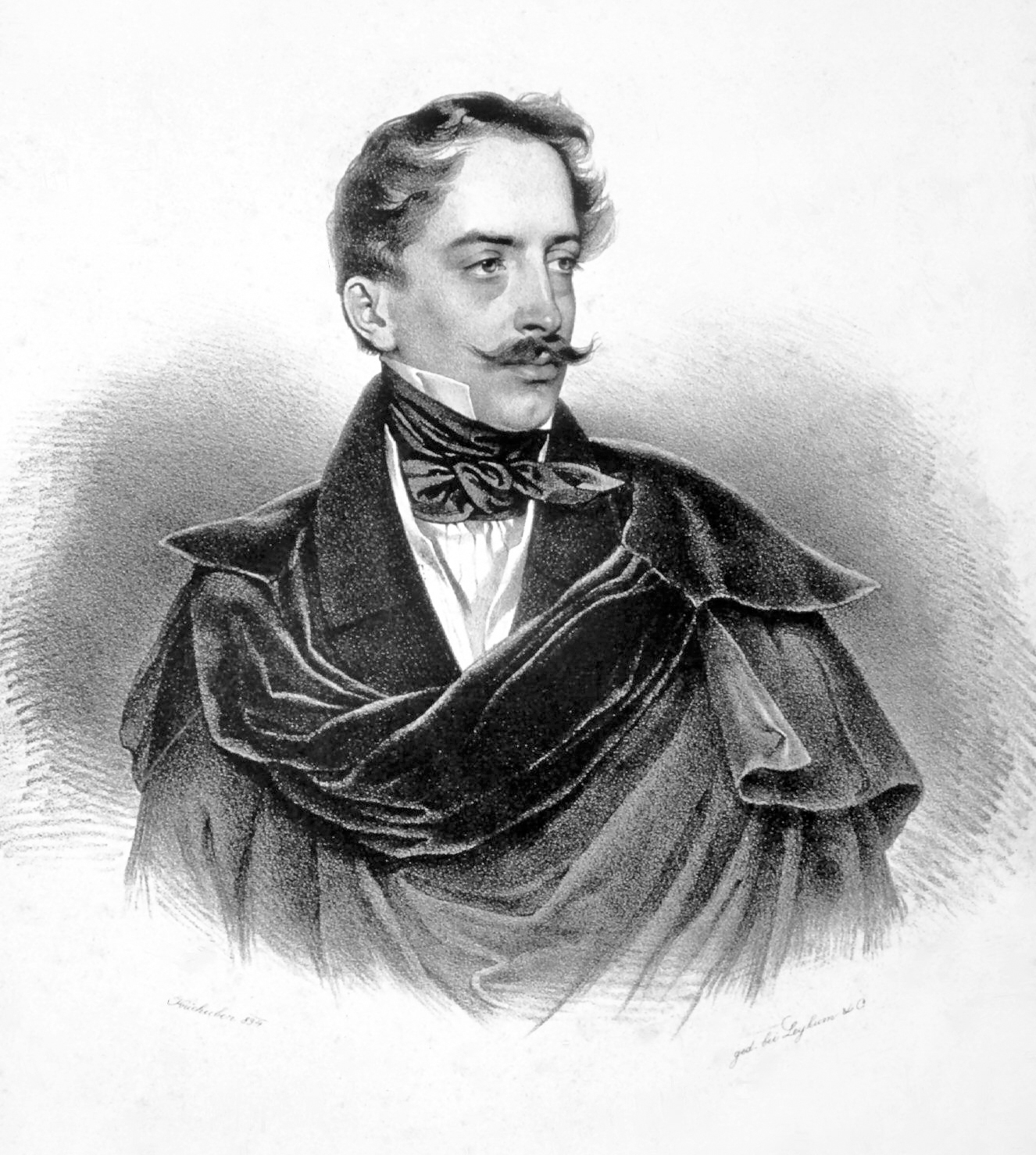
August Stillfried-Ratenicz

- 1472–1482 – Georg (Jerzy) I von Stillfried und Rattonitz (1420–1482)[2]
- 1482–1483 – Paweł von Stillfried und Ratienitz[2]
- 1482–1492 – Georg (Jerzy) II von Stillfried und Ratienitz (1459–1492)[2][3]
- 1492–1518 – Georg (Jerzy) III von Stillfried (zm. 1518)
- 1518–1524 Jakob von Stillfried und Rattonitz (1483–1524/9)[2]
- 1524–1554 – Georg (Jerzy) IV von Stillfried (1506–1554)[4]
- 1554–1566 – Róża (Schaff)Gotsch, żona Jerzego IV
- 1566–1572 Georg (Jerzy) V von Stillfried (1548–1586)[4], wł. Jugowa, Zacisza, Drogosławia od 1572, bezdzietny
- 1572–1580 Henryk von Stillfried średni (zm. 1580), wł. Nowej Rudy, bezdzietny
- 1586 – Georg (Jerzy) VI von Stillfried
- 1586–1615 – Henryk von Stillfried starszy (1519–1615)[5], syn Jakuba
- Jan (Hans) von Stillfried Rattonitz (1549–1609), wł. Drogosławia, Jugowa od 1600
- 1615–1637 – Bernhard I von Stillfried (1567–1537)
- 1637–1669 – Bernhard II von Stillfried (1611–1669)[5]
- 1669–1702 – Bernhard III von Stillfried und Rattonitz (1641–1702)[6]
- 1702–1720 – Raymund Erdmann Anton baron Stillfried von Rattonitz (1672–1720)
- 1720–1739 – Johann Joseph I baron Stillfried von Rattonitz (1695–1739)
- 1739–1761 – Anna von Stillfried hrabina von Salburg (1703–1761)[7], żona Johanna Josepha I
- 1761–1767 – Michael Raymund baron Stillfried und Rattonitz (1730–1796)
- 1767–1773 – Augustyn von Stillfried
- 1773–1796 – Michał Rajmund von Stillfried
- 1796–1805 – Johann Joseph (Jan Józef) II, hrabia Stillfried und Rattonitz (1762–1805)[8]
- 1805–1810 Fryderyk August von Stillfried[7]